# Anamorphosée
Anamorphosée (рус. Изменившаяся) — четвёртый студийный альбом французской певицы Милен Фармер, выпущенный 17 октября 1995 года. Поддержанный синглом «XXL», альбом ознаменовал уход от линии её предыдущих работ. Несмотря на смешанные отзывы от критиков, альбом стал очень успешным, достигнув первой позиции в чартах Франции и пребывая там после релиза около двух лет. Официальные продажи диска составили 1 400 000 копий.

## Создание
Фильм «Джорджино», снятый Лораном Бутонна и где снялась Милен Фармер, потерпел неудачу как в оценках критиков, так и по продажам. Выпущенный 5 октября 1994 года, он был отмечен только 25000 зрителями в первую неделю и стал первой неудачей певицы в карьере. Лоран и Милен решают положить конец их киносотрудничеству. Милен Фармер одна уезжает в Лос-Анджелес и начинает писать песни. Певица решила отправиться в Лос-Анджелес, Калифорния, где она для скрытности изменила прическу (она стала блондинкой с длинными волосами). Там она сочиняет песни для альбома, черпая вдохновение из книги Согьяла Ринпоче «Тибетская книга жизни и смерти». После этого путешествия у певицы изменились взгляды на жизнь, и она призналась в интервью, что больше не боится смерти и смотрит на многие вещи более оптимистично. Лоран присоединяется к ней в марте 1995-го и пишет музыку к 11 песням.
Джефф Дальгрен, который исполнил роль Джорджо Валли в «Джорджино», имел большое влияние в начале работы над альбомом и был членом музыкальной команды, участвующей в его подготовке. Фармер была недовольна сотрудничеством с Дальгреном на раннем этапе записи и пригласила Бутонна к работе над звучанием. Альбом был записан в студиях the A&M studios и Record One в Лос-Анджелесе. Бутонна, который курировал работу, выбирал лучших американских музыкантов в тот период для сотрудничества. Бертран Чатенет, который ранее работал с Ванессой Паради, был приглашен для сведения альбома.

## Лирика и музыка
Название альбома Anamorphosée является неологизмом на французском языке (существительное есть, но нет причастия прошедшего времени). Словарь Гашетте определяет «anamorphose», как «изображение объекта, искаженное через некоторые оптические устройства (цилиндрические зеркала, к примеру)». Это слово таким образом, характеризует новый музыкальный стиль певицы.
Альбом ознаменовал собой уход от стилистики предыдущих работ Фармер. По сравнению с предыдущими альбомами, Anamorphosée обладает несколько более тяжёлым звучанием. Пять из двенадцати композиций в альбоме вдохновлены влиянием модного на тот период R&B-направления в музыке. Тексты ясные и менее загадочные, по сравнению с предыдущими работами певицы. Хотя некоторые темы, характеризующие мир Милен, по-прежнему присутствуют, образам печали и боли здесь уделено гораздо меньше внимания. Появляется новая тема исследования — духовные поиски (буддизм и его философия).
В первый раз в этом альбоме появляется песня, где Фармер сама написала текст и музыку: «Tomber 7 fois…».

## Реакция критики
| Оценки критиков | Оценки критиков |
| Источник        | Оценка          |
| --------------- | --------------- |
| Allmusic        | [ 7 ]           |

## Список композиций
| №   | Название                       | Длительность |
| --- | ------------------------------ | ------------ |
| 1.  | «California»                   | 4:59         |
| 2.  | «Vertige»                      | 5:29         |
| 3.  | «Mylène s'en fout»             | 4:31         |
| 4.  | «L'Instant X»                  | 4:46         |
| 5.  | «Eaunanisme»                   | 5:08         |
| 6.  | «Et Tournoie…»                 | 4:29         |
| 7.  | «XXL»                          | 4:26         |
| 8.  | «Rêver»                        | 5:22         |
| 9.  | «Alice»                        | 5:21         |
| 10. | «Comme j’ai mal»               | 3:53         |
| 11. | «Tomber 7 fois…»               | 4:50         |
| 12. | «Laisse le vent emporter tout» | 4:00         |

## Позиции в чартах

### Альбом
| Чарт               | Лучшая позиция |
| ------------------ | -------------- |
| Бельгия (Валлония) | 2              |
| Франция            | 1              |
| Швейцария          | 25             |

### Синглы
| Год  | Сингл          | Чарт               | Лучшая позиция |
| ---- | -------------- | ------------------ | -------------- |
| 1995 | XXL            | Бельгия (Валлония) | 3              |
| 1995 | XXL            | Франция            | 1              |
| 1995 | XXL            | Швейцария          | 11             |
| 1995 | L'Instant X    | Бельгия (Валлония) | 12             |
| 1995 | L'Instant X    | Франция            | 6              |
| 1996 | California     | Бельгия (Валлония) | 22             |
| 1996 | California     | Франция            | 7              |
| 1996 | Comme j’ai mal | Бельгия (Валлония) | 21             |
| 1996 | Comme j’ai mal | Франция            | 11             |
| 1996 | Rêver          | Бельгия (Валлония) | 12             |
| 1996 | Rêver          | Франция            | 7              |